# Ust'-Kamčatsk
Ust'-Kamčatsk (in russo Усть-Камча́тск?) è una città di 4.900 abitanti situata sulla costa orientale della penisola di Kamčatka, nel kraj di Kamčatka, in Russia, alla foce dell'omonimo fiume, a 50 chilometri dal vulcano Ključevskaja Sopka e a 522 chilometri da Petropavlovsk-Kamčatskij. La popolazione della città è calata di più del 50% negli ultimi anni: mentre secondo i dati del censimento del 1989 la città contava 13.611, nel 2002 contava 5.231 abitanti, fino ad arrivare al 2005 in cui contava solo 4.900 abitanti.
La città fu fondata nel 1731 con il nome di Ust'-Primorskij (Усть-Примо́рский) e fu rinominata con l'attuale nome nel 1890. Ust'-Kamčatsk è un porto industriale: le maggiori fabbriche sono petrolchimiche, alimentari e del legno. Nel 1937 fu aperto un aeroporto.